# Chloeres rubripunctata
Chloeres rubripunctata är en fjärilsart som beskrevs av W. Warren 1909. Chloeres rubripunctata ingår i släktet Chloeres och familjen mätare. Inga underarter finns listade i Catalogue of Life.